# (24648) Evpatoria
(24648) Evpatoria est un astéroïde de la ceinture principale.

## Description
(24648) Evpatoria est un astéroïde de la ceinture principale. Il fut découvert le 19 septembre 1985 à Nauchnyj par Nikolaï Tchernykh et Lioudmila Tchernykh. Il présente une orbite caractérisée par un demi-grand axe de 2,87 UA, une excentricité de 0,29 et une inclinaison de 6,4° par rapport à l'écliptique.

## Origine du nom
Il est nommé d'après le radiotélescope d'Eupatoria.